# 高橋裕 (作曲家)
高橋 裕（たかはし ゆたか、1953年8月20日 - ）は、日本の現代音楽作曲家である。

## 来歴・作風
京都府生まれ。東京藝術大学音楽学部附属音楽高等学校を経て、 東京藝術大学音楽学部作曲科卒業、同大学院作曲専攻修了。妻は作詞・作曲・ピアニストの高橋晴美。
音楽家の家庭に育ち、幼い頃より京都教育大学名誉教授の父、恒治にピアノとソルフェージュを習う。父にピアノを教わった松村禎三と関係が深く、中学生時には松村から紹介された池内友次郎、山田光生に師事し、和声学を学んだ。藝大附属高校において野田暉行、永冨正之、大学で松村禎三、矢代秋雄、尾高惇忠、宍戸陸郎、大学院では黛敏郎にそれぞれ師事しているが、学業と別に松村に止宿し教えを受けていた。
藝大大学院修了年の1980年、修士修了作品である「Sinfonia Liturgica」（シンフォニア・リトゥルジカ）が日本交響楽振興財団第2回作曲賞に入選。入選2名のもう一方は同じく1953年生まれの吉松隆であった。同年生まれには他に西村朗、菅野由弘、野平一郎がおり、師の松村や黛、湯浅譲二や武満徹ら戦後の核となる1930年前後生まれの前衛世代以降としては、比較的充実した世代に位置している。
その後、1983年に「般若理趣交響曲」が世界仏教音楽祭コンクール第1位、1987年、「弦楽四重奏曲」が国際カール・マリア・フォン・ウェーバー室内楽コンクール第1位、1991年には「Symphonic Karma」（シンフォニック・カルマ）が第1回芥川作曲賞を受賞するなど、作曲家としての評価を固めていった。
出世作である「Sinfonia Liturgica」は本人の曲目解説にあるように「圧倒的なフォルティッシモのユニゾンで始まり～音響や旋律による様々なオスティナートが渦巻いていく」。「圧倒的なオスティナート」は師の松村とその師である伊福部昭の作風を特徴づけるものでもある。
また藝大生の頃より、宝生流能楽師寺井良雄に師事し20年近く能の謡と仕舞の稽古を続けていたこともあり、日本の伝統音楽への関心が高く、伝統楽器を取り入れた作品も目立っている。1992年にはオーケストラ・アンサンブル金沢委嘱による「笙とオーケストラのための”風籟（ふうらい）”」を作曲、当オーケストラの特別賞を受賞し、「能とオーケストラのための”葵上”」（2006）「能とオーケストラのための”井筒”」（2008）「琵琶とヴィオラ、オーケストラのための”二天の風”」（2013）もオーケストラ・アンサンブル金沢のために作曲した。
作品はISCM World Music Days Warsaw（1992）やMexico（1993）でオーケストラ曲が入選し演奏された他、世界の国々でも様々な曲が演奏され好評を博している。また、師の松村禎三を顕彰し、新たな音楽の地平を拓くアプサラスの会長として、松村賞やアプサラス演奏会を主催している。
作曲の他、京都アルティ合奏団や東京フィルハーモニー交響楽団、オーケストラ・アンサンブル金沢等を指揮し、東京藝術大学音楽学部や同附属音楽高等学校、名古屋音楽大学特任教授として長年後進の指導にあたってきた他、大阪芸術大学客員教授、東京都立総合芸術高等校講師として、活発な活動を続けている。

## 賞歴
- 1980年 - 日本交響楽振興財団作曲賞入選／Sinfonia Litrugica
- 1983年 - 世界仏教音楽祭コンクール第1位／般若理趣交響曲
- 1987年 - 国際カール・マリア・フォン・ウェーバー室内楽コンクール第1位／弦楽四重奏曲
- 1988年 - 藤堂音楽賞受賞
- 1991年 - 第1回芥川作曲賞／Symphonic Karma
- 1992年 - オーケストラ・アンサンブル金沢より特別賞／笙とオーケストラのための「風籟」
- 1993年 - 京都新人賞受賞
- 2021年 - 岡崎功賞受賞

## 主要作品

### 歌劇
- オペラ「双子の星」第１幕（2011年）https://www.youtube.com/watch?v=okQxvCfssP4
- オペラ「双子の星」第２幕（2011年）https://www.youtube.com/watch?v=BELhnbF_Atg
- オペラ「信長」第１部（2023年）https://www.youtube.com/watch?v=bKEAL-sABoc
- オペラ「信長」第２部（2023年）https://www.youtube.com/watch?v=z9JTrvGzIkc
- オペラ「信長」より、４つのアリア  (2021年)https://youtu.be/wMqRX_VFhdA https://www.youtube.com/watch?v=4VmskRagS94&list=RDGMEM8h-ASY4B42jYeBhBnqb3-w&start_radio=1&rv=6zM11KrtSaU
- オペラ「信長」より、２つのアリア（2023年）https://www.youtube.com/watch?v=wMqRX_VFhdA

### 管弦楽曲
- オーケストラのための「Ganesh Himal」（1975年）
- Sinfonia Liturgica（1980年）https://www.youtube.com/watch?v=dytjVDWra0U
- 般若理趣交響曲（1983年）https://www.youtube.com/watch?v=IP4yZGkPoFM&list=PLERqlB0DSX3xsD-7lDI0dcPBC8PZQfj6t&index=1&t=1155shttps://www.youtube.com/watch?v=AziVJNerAnw
- シンフォニック・カルマ（1990年）https://www.youtube.com/watch?v=Ktc19caaRr4
- オーケストラのための「カムナビ」（1999年）https://www.youtube.com/watch?v=eAlyLuXeRxU&list=PLERqlB0DSX3xsD-7lDI0dcPBC8PZQfj6t&index=14&t=66s
- 2人のソプラノとオーケストラのための「ファンタジック・ポエム・金沢」（2015年）
- 音楽朗読劇「愛に生きる」前奏曲・間奏曲（2019年）

### 協奏曲
- ピアノ協奏曲（1993年）https://www.youtube.com/watch?v=kapWnvr6SFs&t=904s

### 器楽曲・室内楽曲
- 弦楽四重奏曲（1987年）https://www.youtube.com/watch?v=1qwmZKS-vck&list=PLERqlB0DSX3xsD-7lDI0dcPBC8PZQfj6t&index=14
- 弦楽のための3つの楽章　-弦楽四重奏曲より- （1988年）https://www.youtube.com/watch?v=q38tXKCVDJk&list=PLERqlB0DSX3xsD-7lDI0dcPBC8PZQfj6t&index=3&t=1034s
- クライとボタン・アコーディオンのための「タタール幻想」（1991年）
- ヴァイオリンとピアノのための「プラーナ」（1997年）https://www.youtube.com/watch?v=HUPRtiJfXfY&list=PLERqlB0DSX3xsD-7lDI0dcPBC8PZQfj6t&index=10
- 無伴奏ヴィオラのための「アハウ・カン」（2003年）https://www.youtube.com/watch?v=vcsBYa7NxDY
- ピアノ五重奏曲（2003年）https://www.youtube.com/watch?v=dkds8JfXDy0&list=PLERqlB0DSX3xsD-7lDI0dcPBC8PZQfj6t&index=11
- 六重奏曲「迦楼羅」(2003年)　https://www.youtube.com/watch?v=ra6nskwD6_ghttps://www.youtube.com/watch?v=vPwkaoq45hs&list=PLERqlB0DSX3xsD-7lDI0dcPBC8PZQfj6t&index=13
- 4人のソプラノのための「敗れし少年の歌へる」（2014年）https://www.youtube.com/watch?v=myKvss9umqo
- ピアノソロのための「宙の風」（2017年）https://www.youtube.com/watch?v=ZmPVF3Kd-Uc&list=PLERqlB0DSX3xsD-7lDI0dcPBC8PZQfj6t&index=12
- 無伴奏チェロのための「乱声」（2017年）https://www.youtube.com/watch?v=GzOCXtUsy14&list=PLERqlB0DSX3xsD-7lDI0dcPBC8PZQfj6t&index=2
- ユーフォニアム ソロのための「天河」（2018年）
- ピアノソロのための「晩照」（2019年）https://www.youtube.com/watch?v=IWAO3DaxwD8https://www.youtube.com/watch?v=0YOAXONOMjM
- ピアノソロのための「濫觴」（2020年）https://www.youtube.com/watch?v=6zM11KrtSaU
- 打楽器アンサンブルのための「混元」(2022年) https://www.youtube.com/watch?v=9Y2ka6Cskig&list=PLERqlB0DSX3xsD-7lDI0dcPBC8PZQfj6t&index=8
- シンフォニック・カルマ 米沢典剛による２台ピアノ版（2020）https://www.youtube.com/watch?v=K0MN0-xD5VU
- クラリネット、バスクラリネット、ヴァイオリン、ヴィオラ、ピアノのための三重奏曲「玄象」（2022年）https://www.youtube.com/watch?v=fYgnSEPTXm0

### 伝統楽器を含む作品
- 笙とオーケストラのための「風籟」（1992年）https://www.youtube.com/watch?v=ww-35l1Gz2I&list=PLERqlB0DSX3xsD-7lDI0dcPBC8PZQfj6t&index=7&t=2s
- 箏とマリンバのための「ひふみ神歌」（1996年）https://www.youtube.com/watch?v=mCw-rDaGkFE&list=PLERqlB0DSX3xsD-7lDI0dcPBC8PZQfj6t&index=4
- 2群の箏と弦楽合奏のための「天籟」（2004年）https://www.youtube.com/watch?v=ObeJhaaE1uE
- オーケストラと能のための「葵上」（宝生流版）（2006年）
- オーケストラと能のための「井筒」(宝生流版)（2008年）
- オーケストラと能のための「葵上」(観世流版)（2008年）https://www.youtube.com/watch?v=1L4tlXYWNMA&list=PLERqlB0DSX3xsD-7lDI0dcPBC8PZQfj6t&index=5&t=1982s
- オーケストラ、中国民族楽器、邦楽器、声楽のための「茉莉花と桜の宴」（2010年）
- 琵琶とヴィオラ、オーケストラのための「二天の風」（2013年）https://www.youtube.com/watch?v=EjMvKX6ZqlU&list=PLERqlB0DSX3xsD-7lDI0dcPBC8PZQfj6t&index=6&t=2s
- 晩照～ひふみ神歌～（2024年）https://www.youtube.com/watch?v=LbKe30GcKQk
- 邦楽アンサンブルのための「神名火」（2025年）

## 会員・委員等
- 日本作曲家協議会会員
- 日本音楽著作権協会会員
- 日ロ音楽家協会運営委員
- アプサラス会長（「アプサラス」は師・松村禎三の業績を伝え遺志を受け継ぎ、新たな地平を拓いていくために設立された会）